# Henosfèrids
Els henosfèrids (Henosferidae) són una família extinta de mamífers que visqueren a Sud-amèrica durant el Juràssic. Les espècies d'aquest grup representen la radiació basal dels australosfènides. El seu tàxon germà és Ambondro, del qual s'han trobat fòssils a Madagascar. Henosferidae és el clade que inclou l'avantpassat comú més recent de Henosferus i Asfaltomylos, així com tots els seus descendents.